# 西一宮駅
西一宮駅（にしいちのみやえき）は、愛知県一宮市天王一丁目にある、名古屋鉄道尾西線の駅である。駅番号はBS21。

## 歴史
- 1914年（大正3年）8月4日 - 開業。
- 1963年（昭和38年）度 - 貨物営業廃止[2]。
- 1968年（昭和43年）7月16日 - 無人化[3]。
- 1994年（平成6年）頃 - 高架駅化工事に伴い、仮駅を運用開始。なお、仮駅は従来の地上駅より南方の国道155線踏切付近に設置された。
- 1995年（平成7年）7月29日 - 従来の地上駅付近に高架駅竣工[4]。
- 2007年（平成19年）8月8日 - トランパス導入。
- 2011年（平成23年）2月11日 - ICカードmanaca導入。
- 2012年（平成24年）2月29日 - トランパス供用終了。

## 駅構造
88m（4両分）の単式1面1線ホームを持つ高架駅。ホームへの階段は玉ノ井方向のみ。
自動改札機、自動券売機もない無人駅であったが、2007年（平成19年）にトランパス対応工事が完成し駅集中管理システムが導入された。利用者が少ないため、エレベーターは設置されていない。
名古屋本線、JR東海道本線の列車が走行する姿も見られる場所に設置されており、快晴ならば138タワーが見られる。
| 路線                           | 方向 | 行先         |
| ------------------------------ | ---- | ------------ |
| BS 尾西線 （名鉄一宮〜玉ノ井） | 上り | 玉ノ井ゆき   |
| BS 尾西線 （名鉄一宮〜玉ノ井） | 下り | 名鉄一宮ゆき |

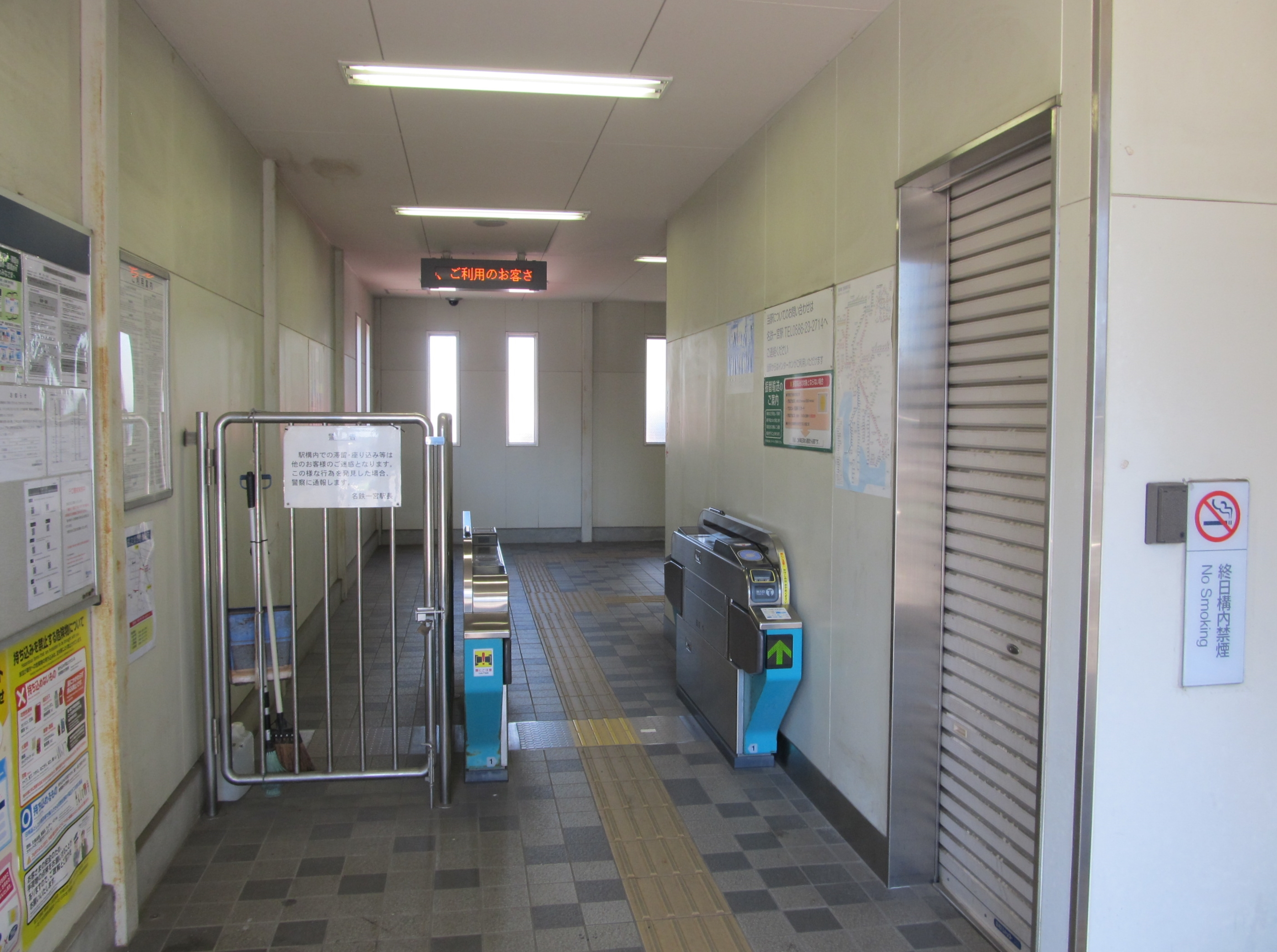
改札口
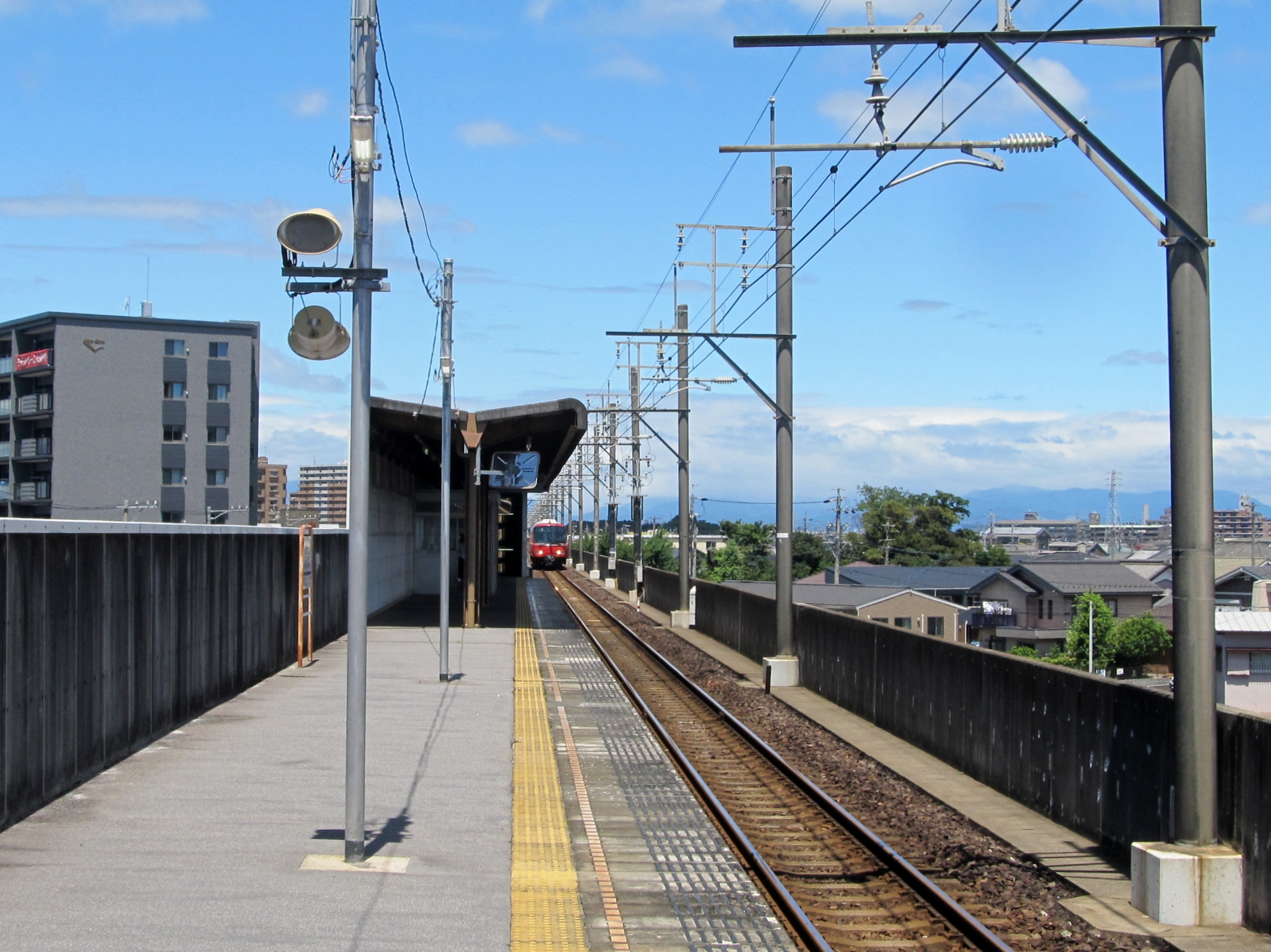
ホーム
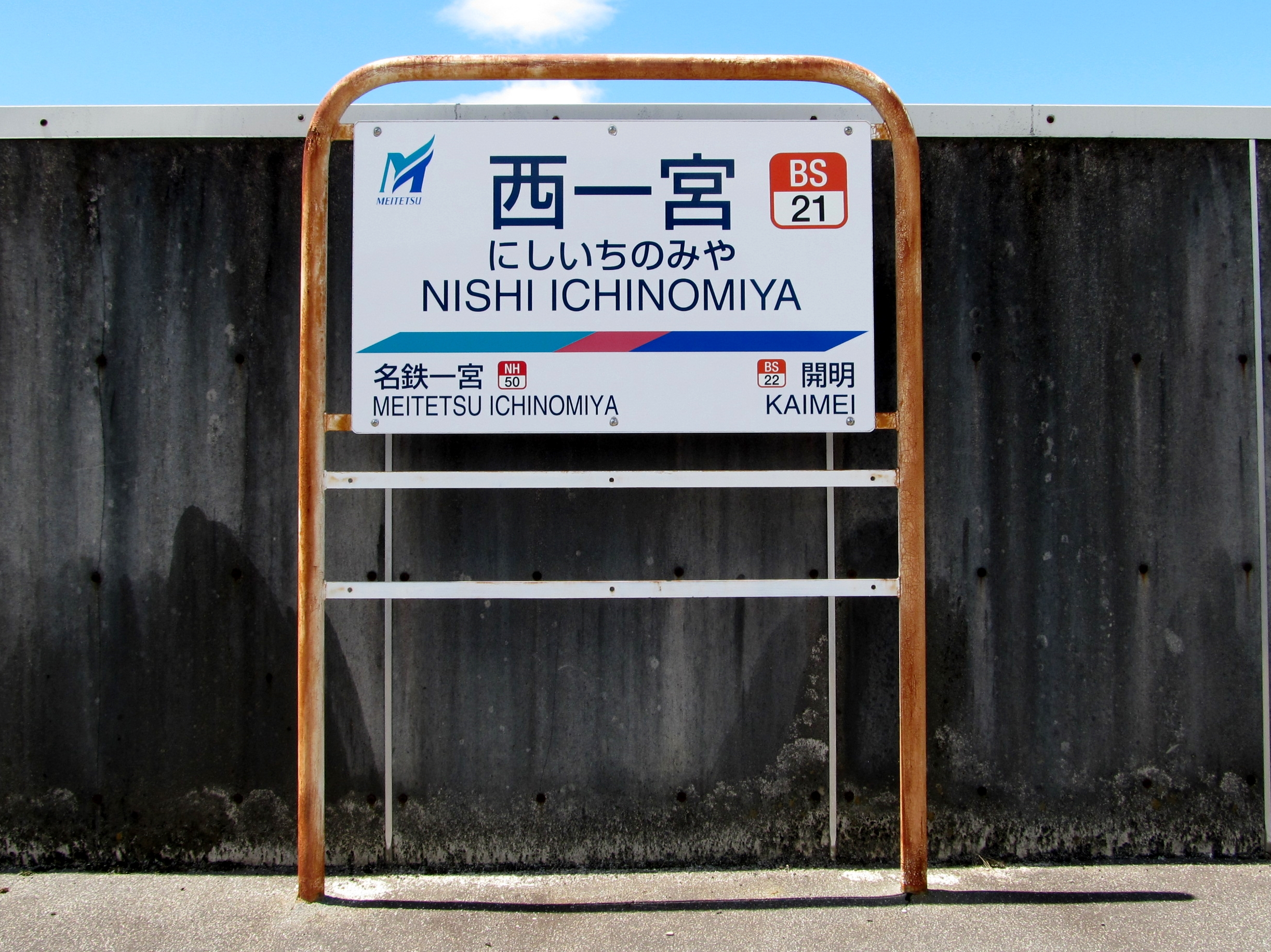
駅名標

### 配線図
| ← 玉ノ井方面 | 西一宮駅 構内配線略図 | → 名鉄一宮駅 |
| 凡例 出典:   |                       |              |

## 利用状況
- 「移動等円滑化取組報告書」によると、2020年度の1日平均乗降人員は445人であった[1]。
- 『名鉄120年：近20年のあゆみ』によると2013年度当時の1日平均乗降人員は348人であり、この値は名鉄全駅（275駅）中268位、尾西線（22駅）中22位（最下位）であった[10]。
- 『名古屋鉄道百年史』によると1992年度当時の1日平均乗降人員は340人であり、この値は岐阜市内線均一運賃区間内各駅（岐阜市内線・田神線・美濃町線徹明町駅 - 琴塚駅間）を除く名鉄全駅（342駅）中297位、尾西線（23駅）中22位であった[11]。
- 『愛知統計年鑑』によると1日平均の乗車人員は2010年度は150人である。
- 近くの住民の大半が名鉄一宮駅（またはJR尾張一宮駅）へ向かうため、尾西線の駅の中では五ノ三駅に次いで利用客が少ない。

## 駅周辺
- 稲荷公園
- 国道155号
- 東邦ガス
- サンファイン一宮工場
- ソトー一宮工場
- 一宮職業安定所（ハローワーク一宮）
- 一宮市立中部中学校
- 一宮スイミングスクール
- 一宮市循環バス（i-バス）：一宮コース「西一宮駅」バス停

## 隣の駅
名古屋鉄道
BS 尾西線（名鉄一宮〜玉ノ井）
名鉄一宮駅（NH50） - 西一宮駅（BS21） - 開明駅（BS22）